# Hermann I. von Buxthoeven

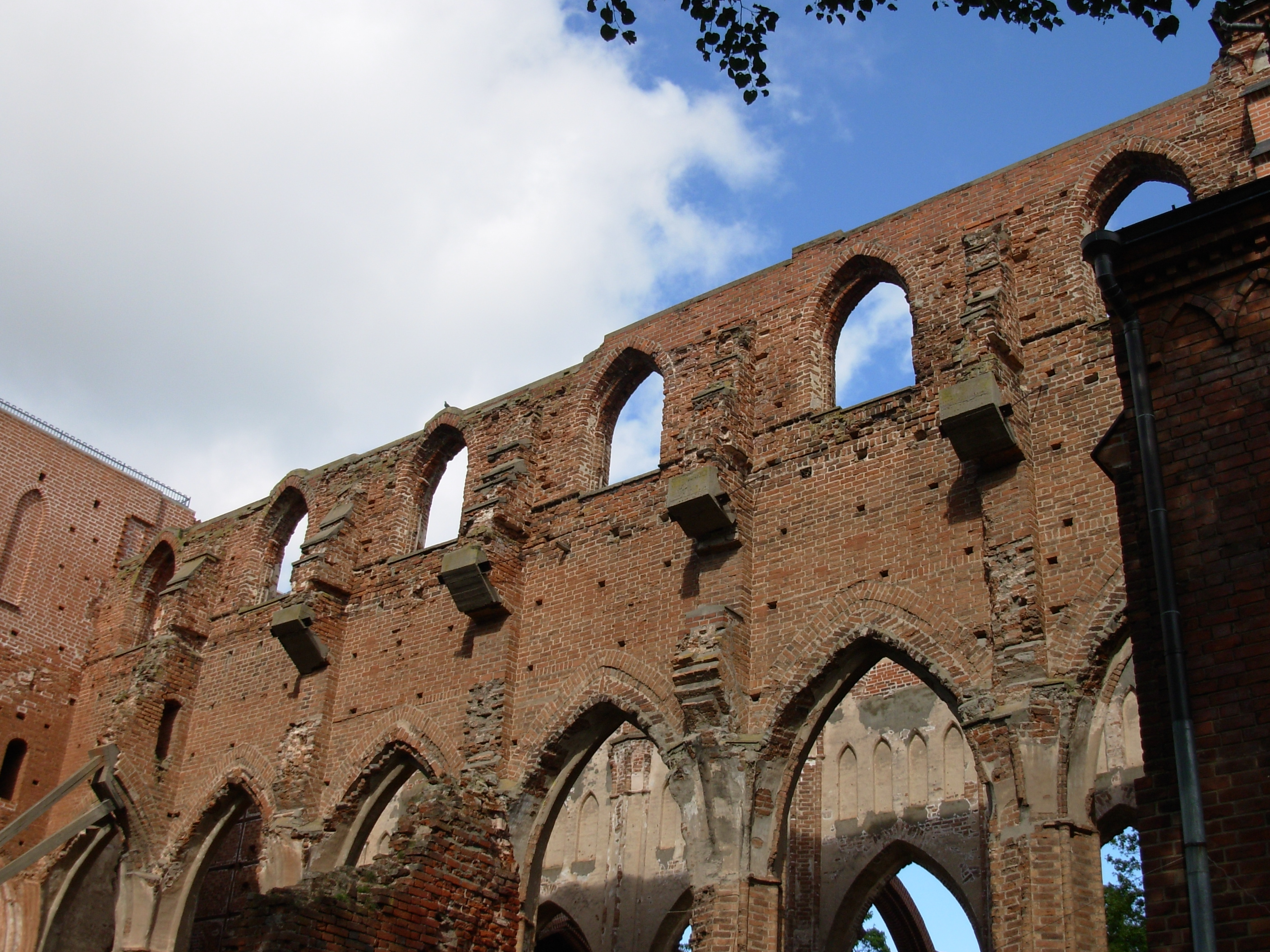
Ruinen des von Hermann I. gegründeten Doms von Dorpat

Hermann I. von Buxthoeven (auch Buxhöwden, Buxhoeveden, * 1163 in Bexhövede; † 1248) war von 1224 bis 1247 der 1. Bischof von Dorpat.

## Biografie
Zunächst war Hermann von Buxthoeven Abt des Paulsklosters vor Bremen, bevor er am 10. April 1220 zum Bischof von Leal (Lihula) ernannt wurde. Am 21. Juli 1224 gelang es seinem Bruder Albrecht von Buxthoeven, dem Bischof von Riga, seinen Einfluss gegen König Waldemar von Dänemark und den Schwertbrüderorden auch in Estland durchzusetzen und Hermann dort als Bischof von Dorpat (Tartu) einzusetzen. Hermann gründete die Kathedrale in Dorpat und führte 1242 in der Schlacht auf dem Peipussee eine Streitmacht aus deutschen und dänischen Kreuzrittern, lokalen Hilfstruppen und Rittern des Deutschen Ordens gegen Alexander Newski, die er verlor.
Neben den Brüdern Albert und Hermann kamen noch weitere Brüder aus der Familie Buxhoeveden als Kreuzfahrer von Bremen nach Livland: Rotmar, Propst in Dorpat, sowie die Halbbrüder Engelbert, Propst zu Riga, und die Laien Johannes „de Bikkeshovede“ und Theodoricus de Ropa (letzterer wurde Stammvater der Familie von der Ropp).